# Mistrovství Asie a Oceánie v ledním hokeji do 20 let
Mistrovství Asie a Oceánie v ledním hokeji do 20 let je mezinárodní turnaj asijských reprezentačních družstev juniorů do 20 let. Turnaj pořádá IIHF a koná se od roku 2010, přičemž první dva ročníky se nazývala IIHF University Challenge Cup of Asia a od roku 2012 IIHF U20 Challenge Cup of Asia. Na rozdíl od seniorské soutěže se v juniorské soutěži zpočátku účastnily nejsilnější týmy v Asii. Z pěti turnajů tři vyhrálo Japonsko, dva výběr z ruské juniorské ligy MHL Red Stars. V roce 2014 byla soutěž dočasně přerušena. Po čtyřech letech byla obnovena v roce 2018, ale už jen pro národní juniorské týmy z asijského kontinentu, které se neúčastní mistrovství světa v ledním hokeji, aby měly mezinárodní srovnání se soupeři podobné síly.

## Přehled turnajů
| Rok  | Pořadatel        | Účast | Divize 1     | Účast | 1. místo      | 2. místo      | 3. místo                | 4. místo                | 5. místo  | 6. místo  |
| ---- | ---------------- | ----- | ------------ | ----- | ------------- | ------------- | ----------------------- | ----------------------- | --------- | --------- |
| 2010 | Kojang           | 3     | —            | —     | Japonsko      | Jižní Korea   | Čína                    | —                       | —         | —         |
| 2011 | Čchang-čchun     | 4     | —            | —     | Japonsko      | Jižní Korea   | Čína                    | Tchaj-wan               | —         | —         |
| 2012 | Soul             | 5     | —            | —     | MHL Red Stars | Japonsko      | Jižní Korea             | Čína                    | Tchaj-wan | —         |
| 2013 | Chabarovsk       | 3     | —            | —     | Japonsko      | MHL Red Stars | Jižní Korea             | —                       | —         | —         |
| 2014 | Južno-Sachalinsk | 4     | —            | —     | MHL Red Stars | Kazachstán    | Japonsko                | Jižní Korea             | —         | —         |
| 2018 | Kuala Lumpur     | 5     | —            | —     | Malajsie      | Kyrgyzstán    | Spojené arabské emiráty | Filipíny                | Indie     | —         |
| 2019 | Kuala Lumpur     | 4     | Kuala Lumpur | 4     | Malajsie      | Kyrgyzstán    | Filipíny                | Spojené arabské emiráty | Thajsko   | Mongolsko |
| 2020 | Bangkok          | 5     | Bangkok      | 5     | —             | —             | —                       | —                       | —         | —         |
| 2022 | Bangkok          | 8     | —            | —     | Thajsko       | Singapur      | Hongkong                | Spojené arabské emiráty | Malajsie  | Filipíny  |

## Přehled účastí
Přehled zobrazuje účast asijských a oceánských zemí na univerzitních turnajích IIHF Challenge Cup of Asia, na ně navazujících turnajích do 20 let a na Mistrovství Asie a Oceánie do 20 let. Nejlepší reprezentace se postupně zapojovaly do Mistrovství světa do 20 let a na asijském mistrovství už nehrály. Pak je v tabulce fialově uvedeno jejich umístění v Mistrovství světa. Reprezentace KLDR, Austrálie a Nového Zélandu hrály pouze v Mistrovství světa.
| Země                    | 10 | 11 | 12 | 13 | 14 | 15 | 16 | 17 | 18 | 19 | 20 | 21  | 22 | 23 | 24 |
| ----------------------- | -- | -- | -- | -- | -- | -- | -- | -- | -- | -- | -- | --- | -- | -- | -- |
| Japonsko                | 1  | 1  | 2  | 1  | 3  | 21 | 22 | 24 | 23 | 22 | 23 | D1B | 19 | 17 | 16 |
| MHL Red Stars           | Ne | Ne | 1  | 2  | 1  | Ne | Ne | Ne | Ne | Ne | Ne | Ne  | Ne | Ne | Ne |
| Jižní Korea             | 2  | 2  | 3  | 3  | 4  | 25 | 28 | 29 | 24 | 28 | 29 | D2A | 24 | 22 | 23 |
| Kazachstán              | 17 | 18 | 18 | 18 | 2  | 17 | 13 | 14 | 11 | 9  | 10 | D1A | 14 | 12 | 11 |
| Čína                    | 3  | 3  | 4  | 35 | 34 | 35 | 34 | 36 | 36 | 35 | 31 | D2B | 34 | 29 | 26 |
| Austrálie               | 35 | 32 | 33 | 32 | 32 | 31 | 33 | 34 | 39 | 36 | 36 | Ne  | 37 | 34 | 32 |
| Tchaj-wan               | 39 | 4  | 5  | Ne | Ne | Ne | Ne | 41 | 42 | 40 | 41 | D3  | 35 | 33 | 34 |
| Nový Zéland             | 38 | 39 | 37 | 37 | 36 | 36 | 37 | 38 | 40 | 42 | 40 | Ne  | Ne | 38 | —  |
| Severní Korea           | 37 | 37 | Ne | Ne | Ne | Ne | Ne | Ne | Ne | Ne | Ne | Ne  | Ne | Ne |    |
| Malajsie                | Ne | Ne | Ne | Ne | Ne | Ne | Ne | Ne | 1  | 1  | A1 | Ne  | 5  | Ne |    |
| Thajsko                 | Ne | Ne | Ne | Ne | Ne | Ne | Ne | Ne | Ne | 5  | A1 | Ne  | 1  | Ne |    |
| Kyrgyzstán              | Ne | Ne | Ne | Ne | Ne | Ne | Ne | Ne | 2  | 2  | Ne | Ne  | 41 | 39 | —  |
| Singapur                | Ne | Ne | Ne | Ne | Ne | Ne | Ne | Ne | Ne | Ne | A2 | Ne  | 2  |    |    |
| Spojené arabské emiráty | Ne | Ne | Ne | 38 | Ne | Ne | Ne | Ne | 3  | 4  | A1 | Ne  | 4  |    |    |
| Filipíny                | Ne | Ne | Ne | Ne | Ne | Ne | Ne | Ne | 4  | 3  | A1 | Ne  | 6  |    |    |
| Hongkong                | Ne | Ne | Ne | Ne | Ne | Ne | Ne | Ne | Ne | Ne | Ne | Ne  | 3  |    |    |
| Indie                   | Ne | Ne | Ne | Ne | Ne | Ne | Ne | Ne | 5  | Ne | A2 | Ne  | 8  |    |    |
| Mongolsko               | Ne | Ne | Ne | Ne | Ne | Ne | Ne | Ne | Ne | 6  | A1 | Ne  | Ne |    |    |
| Indonésie               | Ne | Ne | Ne | Ne | Ne | Ne | Ne | Ne | Ne | 7  | A2 | Ne  | 7  |    |    |
| Kuvajt                  | Ne | Ne | Ne | Ne | Ne | Ne | Ne | Ne | Ne | 8  | A2 | Ne  | Ne |    |    |
| Macao                   | Ne | Ne | Ne | Ne | Ne | Ne | Ne | Ne | Ne | Ne | A2 | Ne  | Ne |    |    |